# Nora Meister
Nora Meister, née le 6 janvier 2003, est une nageuse handisport suisse.

## Biographie
Nora Meister naît le 6 janvier 2003. Elle souffre, depuis la naissance, d'arthrogrypose et se déplace en fauteuil roulant. Elle se fait opérer du coude en décembre 2021 puis à nouveau en mars 2023.
Elle a étudié à l'ancienne école cantonale d'Aarau,.
Elle commence la natation à l'âge de huit ans. Elle est membre du Schwimmclub Aarefisch.

## Carrière
Nora Meister participe à ses premiers championnats d'Europe en 2016 à Funchal au Portugal à l'âge de 13 ans.
En août 2018, Nora Meister remporte deux médailles d'or lors du 400 m nage libre et du 100 m dos et une médaille d'argent lors du 100 m nage libre aux championnats d'Europe de Dublin en Irlande.
En juin 2019, elle bat le record du monde du 200 m dos.
En septembre 2019, elle remporte deux médailles de bronze aux championnats du monde de Londres au Royaume-Uni lors du 100 m dos et du 400 m nage libre.
En mai 2021, lors des championnats d'Europe de Funchal au Portugal, elle remporte la médaille d'or lors du 400 m nage libre en battant le record du monde et du 100 m dos en battant le record d'Europe. Elle remporte également la médaille d'argent du 100 m nage libre.
Le 2 septembre 2021, elle remporte la médaille de bronze du 400 m nage libre des Jeux paralympiques d'été de 2020 à Tokyo.
En juin 2022, lors des championnats du monde de Funchal au Portugal, elle remporte la médaille de bronze du 100 m dos.
En septembre 2022, elle remporte le titre de championne de Suisse du 50 m nage libre, 100 m nage libre et 100 m dos.
En décembre 2022, elle bat le record du monde du 800 m nage libre.
En août 2023, elle remporte la médaille de bronze lors du 100 m et du 400 m nage libre des championnats du monde de Manchester au Royaume-Uni,.

## Palmarès

### Jeux paralympiques
- Jeux paralympiques d'été de 2020 à Tokyo :
  -  Médaille de bronze du 400 m nage libre.

### Championnats du monde

#### Grand bassin
- Championnats du monde 2019 à Londres (Royaume-Uni) :
  -  Médaille de bronze du 400 m nage libre,
  -  Médaille de bronze du 100 m dos.

- Championnats du monde 2022 à Funchal (Portugal) :
  -  Médaille de bronze du 400 m nage libre,
  -  Médaille de bronze du 100 m dos.

- Championnats du monde 2023 à Manchester (Royaume-Uni) :
  -  Médaille de bronze du 400 m nage libre,
  -  Médaille de bronze du 100 m nage libre.

### Championnats d'Europe

#### Grand bassin
- Championnats d'Europe 2018 à Dublin (Irlande) :
  -  Médaille d'or du 400 m nage libre,
  -  Médaille d'or du 100 m dos,
  -  Médaille d'argent du 100 m nage libre.

- Championnats d'Europe 2021 à Funchal (Portugal):
  -  Médaille d'or du 400 m nage libre,
  -  Médaille d'or du 100 m dos,
  -  Médaille d'argent du 100 m nage libre.